# Mauro Milanese
Mauro Milanese (ur. 17 września 1971 w Trieście) – włoski piłkarz, występujący podczas kariery na pozycji lewego lub środkowego obrońcy.

## Kariera klubowa
Karierę piłkarską Mauro Milanese rozpoczął w trzecioligowym klubie Triestina Calcio, z rodzinnego Triestu. W latach 1990–1992 był dwukrotnie wypożyczany do piątoligowego A.C. Monfalcone oraz trzecioligowego U.S. Massese 1919. W 1992 roku powrócił do Triestiny, w której grał przez dwa sezony. W 1994 trafił do występującego w Serie A US Cremonese. Dobra gra w klubie z Cremony zaowocowała transferem do Torino FC w 1995 roku. Nie był to najlepszy okres w historii Torino, czego dowodem jest spadek do Serie B w 1996 roku.
Milanese po spadku przeszedł do SSC Napoli. Chociaż Napoli zajęło dopiero 12. miejsce w lidze grę Milanesego zauważono w ówczesnym wicemistrzu Włoch – Parmie. Milanese nie zagrzał długo miejsca w klubie z Parmy i został wypożyczony do ówczesnego lidera Serie A – Interu Mediolan w styczniu 1998 roku. W Interze Milanese zadebiutował 25 stycznia 1998 w zremisowanym 1-1 meczu z Empoli F.C. w Serie A. Przez cały okres gry w Interze Milanese był głównie rezerwowym. Ostatni raz w barwach Interu zagrał 27 maja 1997 roku w przegranym 1-2 meczu z Bologną w Pucharze Włoch. Z Interem dotarł do ćwierćfinału Ligi Mistrzów 1999 i wicemistrzostwo Włoch 1998. Ogółem w barwach Interu wystąpił w 24 meczach (16 w lidze, 3 w europejskich pucharach oraz 5 w Pucharze Włoch) i strzelił 1 bramkę w lidze.
W 1999 roku przeszedł do AC Perugia. W drużynie Perugii występował przez cztery sezony do 2003 roku. Jego bilans w Perugii to 90 meczów i 1 bramka. W 2003 przeszedł do Ancony, z którą spadł do Serie B. W 2004 powrócił do Perugii, która po spadku grała w Serie B. W 2005 roku wyjechał do angielskiego Queens Park Rangers. W klubie z Londynu występował przez trzy lata. W 2007 roku powrócił do Włoch do trzecioligowej Salernitana. Karierę piłkarską Mauro Milanese zakończył w 2009 roku jako zawodnik czwartoligowego Varese.
W Serie A rozegrał 226 spotkań i zdobył 8 bramek.